# Michael Humphrey
Michael Humphrey (ur. 25 stycznia 1996 w Phoenix) – amerykański koszykarz, występujący na pozycjach silnego skrzydłowego lub środkowego.
1 marca 2019 został zawodnikiem Stelmetu Zielona Góra. 5 sierpnia dołączył do Śląska Wrocław.
Po sezonie 2019/2020 postanowił zakończyć karierę sportową i zająć się pracą niezwiązaną z koszykówką.

## Osiągnięcia
Stan na 17 lipca 2020, na podstawie, o ile nie zaznaczono inaczej.
NCAA
- Uczestnik rozgrywek Sweet 16 turnieju National Invitation Tournament – NIT (2018)
- Laureat Peter Sauer Most Inspirational Award (2018)